# Ciudad Guzmán
Ciudad Guzmán es una ciudad del estado mexicano de Jalisco. Ubicada a 123 km al sur de Guadalajara, a una altitud de 1507 metros sobre el nivel del mar. Según el Censo de Población y Vivienda por parte del INEGI, cuenta con una población de 111 975 habitantes.

## Historia

### Reseña histórica
El significado etimológico de Zapotlán es "lugar de frutos dulces y redondos", aunque no necesariamente deben ser zapotes, sino guayabas, chirimoyas, tunas, tejocotes, capulines, etc., frutas que encontraron en este valle los semisedentarios tzapotecas y las comieron, y que aún las hay en arroyos y barranquillas de los alrededores.
Hay además quien establece que “Tzapotl” que es radical de ” y que se refiere a la diosa “Tzaputlatena” (José María Arreola establece que el nombre viene derivado del centro ceremonial en el que se daba culto a la diosa Tzaputlatena, la que descubrió el arte de curar con emplastos de resina). “Tlan” es síncopa de “tlanti” o de diente, que en la escritura jeroglífica se indica por medio de dos dientes con una encía; y otro más que dice Tlayolan, en el antiguo mexicano, “maíz” se dice entre los que todavía lo hablan, “Tlayo-li” o “Tlaoli” y los que lo estudian saben que su raíz es “Yol”, que así solitaria tiene como tantas otras de la admirable lengua náhuatl, significando “Vida” y con los elementos que se le agregan proporciona exposiciones que varían sin alejarse de sus inicios.

### El descubrimiento del valle
En 1522, Tzapotlan fue conquistado por el español Cristóbal de Olid, conjuntamente con Juan Rodríguez de Villafuerte, cumpliendo con las órdenes directas de Hernán Cortés, y a partir de ese momento, pasó a formar parte de la Provincia de Ávalos, con el nombre Zapotlán el Grande.
En 1523, Alonso de Ávalos conquistó Sayula, a la cual pertenecía Tzapotlán. El municipio ha llevado los nombres de Tlayolán, Tzapotlán, Tzaputlán y Pueblo de Santa María de la Asunción de Zapotlán, y llevó el de Zapotlán el Grande por 150 años.
El franciscano Fray Juan de Padilla llegó a Tuxpan en 1532, conociendo el valle de Tzapotlán, en el que se encontraban tres pequeños pueblos: Tzapotlán-Tlayolan, Tenamaxcatitlán y Mochitla; radicó en Tenamaxcatitlán, donde enseñó la doctrina a los indígenas, les instruyó en religión y, una vez instruidos, bautizó en Mochitla a niños, jóvenes y viejos.
El 15 de agosto de 1533, llevó a cabo la fundación española en Tzapotlán-Tlayolan; asignándole el nombre de Pueblo de Santa María de la Asunción de Zapotlán en el lugar llamado “Portal de Sandoval”. Se construyó la primera capilla de la Tercera Orden, de paredes de adobe y techada de paja. Fue el primer templo dedicado a la Asunción de María a los Cielos, titular del lugar recién fundado, convirtiéndose en el centro de las misiones de toda la región.
El 2 de junio de 1788, para distinguirlo de otros pueblos que llevaban el nombre Zapotlán, fray Bernardino de Lepe y el Br. Dn. Eugenio Bravo lo bautizaron como Zapotlán el Grande.

### Emancipación frustrada
En  1823, Colima se separó del territorio de Jalisco para erigirse como estado autónomo, hecho que suscitó en la recién nombrada ciudad el deseo de seguir sus pasos. Por tanto, se reunió el Cabildo para discutir tal asunto en compañía del vecindario, el 26 de julio de 1824, y de dicha reunión resultó un Acta –junto con el resto de la documentación conveniente–, cuya existencia estaba destinada a notificar al gobierno de Jalisco la decisión del pueblo zapotlense.
Según lo planeado, los documentos pertinentes fueron entregados al general Luis Quintanar, quien debía a su vez ponerlos en poder del general Nicolás Bravo para que los hiciera llegar a su destino.
Idealmente, el siguiente paso hubiese sido entablar un proceso en el que Zapotlán hubiese o no obtenido su independencia por medios legales, y ahora nuestro estilo de vida estaría permeado por tal decisión histórica. Pero eso nunca pasó.

#### Zapotlán en los siglosXIXyXX
Conforme a lo dispuesto en el Plan de Gobierno Provisional del Estado de Xalisco, del 21 de junio de 1823,  Zapotlán el Grande se convierte en partido del nuevo estado.
Desde 1824 ostenta la categoría de municipio, según lo establecido en el decreto del 27 de marzo de ese año.
En 1825, perteneció al Cuarto Cantón de Sayula.
En 1856 deja de llamarse Zapotlán el Grande y por decreto se le otorga el nombre de Ciudad Guzmán en honor al General Gordiano Guzmán, combatiente por la Independencia. Se le concede la categoría de Ciudad.
En 1878 se formó el Noveno Cantón y Ciudad Guzmán se convirtió en su cabecera municipal.
De 1914 a 1915 Ciudad Guzmán fue constituida Capital Provisional del Estado, residiendo en ella los Poderes, del 12 de diciembre de 1914 al 20 de enero de 1915 y por segunda ocasión del 11 de febrero al 27 de abril de 1915.
El 9 de enero de 1997, se publica el decreto número 16474, en el que se aprueba el cambio de nombre del municipio de Ciudad Guzmán por el de Zapotlán el Grande, conservando la cabecera la denominación de Ciudad Guzmán.

### Últimos descubrimientos arqueológicos
En enero de 1983, se localizó en las faldas del Nevado de Colima, un adoratorio que según arqueólogos data de 900 a 1000 años antes de la conquista. Entre 2000 y 2005, fue encontrado el lugar donde posiblemente los primeros pobladores de esta tierra construyeron sus viviendas; estos deben haber llegado del norte y el terreno se localiza en las márgenes del arroyo de Chuluapan. En la explanada que se extiende a la orilla sur del arroyo se encontraron innumerables muestras como son; fragmentos de cerámica finamente detallados, cabezas de idolillos, metates, huilanches, puntas de flechas de obsidiana, malacates, hachas de piedra, molcajetes, entre otros  

### Sismos de 1985
En el Estado de Jalisco, el sismo de 1985 afecto a 18 municipios y 79 localidades, así como 50 escuelas y 16 templos.  Ciudad Guzmán fue uno de los municipios con mayores impactos:  se  reportaron 1,600 casas totalmente destruidas, 1,200 con daňos menores y 3,000 con daňos leves. La Comisión de Estatal Reconstrucción del Sur de Jalisco (Coordinador Ejecutivo, Julio Zamora Batiz) construyó 2,076 viviendas, reparo 1,105 viviendas, así como 14 planteles educativos, empleando 9,000 millones de pesos de 1986, incluyendo recursos del Gobierno Federal, el Gobierno Estatal y donaciones de la comunidad Jalisciense Como punto de referencia, Consorcio ARA, una de las principales constructoras de vivienda en México, concluyó 1338 viviendas en 1984.

## Geografía
La ciudad se encuentra en la cota de los 1500 m s. n. m., en un valle rodeado de montañas que superan los 2000 m s. n. m., al suroeste se encuentra el Nevado de Colima que con sus 4240 m s. n. m. representa la máxima altura del municipio y del estado de Jalisco.

### Topografía
La mayor parte de la superficie está formada por zonas planas (46%) y zonas semiplanas (16%) que se encuentran situadas en la zona sur. Al norte se encuentra la laguna de Zapotlán, zona húmeda que ocupa aproximadamente unas 1800 hectáreas. Las zonas más accidentadas se localizan en la parte sureste del municipio, en donde tiene vecindad con el Nevado de Colima.

#### Volcán de Colima
El volcán de Colima  es un estratovolcán con erupciones del tipo explosiva, situado en las coordenadas 19° 30′ 44″ N, 103° 37′ 2″ W, considerado el más activo de todo México, habiendo tenido desde el año 1576 más de 40 explosiones, siendo las más destacadas en 1585, 1606, 1622, 1690, 1818, 1890, 1903, la más violenta fue en 1913 y las más recientes en febrero de 1999 y la del 6 de junio de 2005.
Posee una altitud sobre el nivel del mar de 3820 metros, encontrándose el cono volcánico a una distancia en línea recta de 20 000 metros del centro de Ciudad Guzmán.

### Hidrografía
Los recursos hidrográficos son aportados por la laguna de Zapotlán y algunos arroyos como el Chapulín, Chuluapan, Guayabos, La Joya o el Leoncito, que alimenta el acueducto de la Catarina.

#### Laguna de Zapotlán
La laguna de Zapotlán es un embalse natural perenne que embellece el paisaje de la región, perteneciente a los municipios de Zapotlán el Grande y Gómez Farías, ambos ubicados en la Región 6 Sur del Estado de Jalisco, situada en las coordenadas 19.º 45' N 103°29′ O. Se trata de una subcuenca cerrada, que se alimenta de las aguas pluviales del entorno que desembocan en su interior, conteniendo alrededor de 50 pozos y 6 manantiales, sirviendo igualmente como receptora del retorno de aguas urbanas tratadas.
Está situada a una altitud de 1520 metros sobre el nivel del mar y posee una superficie aproximada de 10 kilómetros cuadrados, albergando diferentes especies de aves acuáticas y terrestres, mamíferos, peces y reptiles, hasta alcanzar un promedio de 25 000 aves acuáticas. Entre la diversa fauna amenazada por la ocupación humana que cada vez ocupa más su entorno, podemos destacar el murciélago trompudo (Choeronycteris mexicana), el falso coralillo (Lampropeltis triangulum), la culebra chirriadora común (Masticophis flagellum) y la culebra sorda mexicana (Pituophis deppei).
Adecuada para la práctica de deportes acuáticos y actividades pesqueras productivas, se encuentra a 6 kilómetros del centro de Ciudad Guzmán.

### Flora y fauna
Los animales más característicos de esta zona son: el conejo, venado (Odocoileus virginianus), gallina silvestre, gato montés (Linx rufus), ardilla, puerco espín, armadillo, coyote (Canis latrans), tigrillo (Leopardus wiedii) y algunasespecies de roedores. En la zona húmeda de la Laguna de Zapotlán habitan diversas especies de aves y patos, además de abundantes especies de aves migratorias. La vegetación es muy rica, pudiéndose encontrar árboles frutales como tejocotes, arrayán, zarzamora, durazno, pera, guayaba y granada.

### Clima
El clima es semicálido, subhúmedo con lluvias en verano, en los primeros meses de junio y julio, parte de agosto con menor humedad y media con mayor humedad.
| Parámetros climáticos promedio de Ciudad Guzmán (promedios 1991-2020) | Parámetros climáticos promedio de Ciudad Guzmán (promedios 1991-2020) | Parámetros climáticos promedio de Ciudad Guzmán (promedios 1991-2020) | Parámetros climáticos promedio de Ciudad Guzmán (promedios 1991-2020) | Parámetros climáticos promedio de Ciudad Guzmán (promedios 1991-2020) | Parámetros climáticos promedio de Ciudad Guzmán (promedios 1991-2020) | Parámetros climáticos promedio de Ciudad Guzmán (promedios 1991-2020) | Parámetros climáticos promedio de Ciudad Guzmán (promedios 1991-2020) | Parámetros climáticos promedio de Ciudad Guzmán (promedios 1991-2020) | Parámetros climáticos promedio de Ciudad Guzmán (promedios 1991-2020) | Parámetros climáticos promedio de Ciudad Guzmán (promedios 1991-2020) | Parámetros climáticos promedio de Ciudad Guzmán (promedios 1991-2020) | Parámetros climáticos promedio de Ciudad Guzmán (promedios 1991-2020) | Parámetros climáticos promedio de Ciudad Guzmán (promedios 1991-2020) |
| Mes                                                                   | Ene.                                                                  | Feb.                                                                  | Mar.                                                                  | Abr.                                                                  | May.                                                                  | Jun.                                                                  | Jul.                                                                  | Ago.                                                                  | Sep.                                                                  | Oct.                                                                  | Nov.                                                                  | Dic.                                                                  | Anual                                                                 |
| --------------------------------------------------------------------- | --------------------------------------------------------------------- | --------------------------------------------------------------------- | --------------------------------------------------------------------- | --------------------------------------------------------------------- | --------------------------------------------------------------------- | --------------------------------------------------------------------- | --------------------------------------------------------------------- | --------------------------------------------------------------------- | --------------------------------------------------------------------- | --------------------------------------------------------------------- | --------------------------------------------------------------------- | --------------------------------------------------------------------- | --------------------------------------------------------------------- |
| Temp. máx. abs. (°C)                                                  | 37.0                                                                  | 34.0                                                                  | 39.7                                                                  | 39.0                                                                  | 39.8                                                                  | 38.7                                                                  | 35.5                                                                  | 45.5                                                                  | 32.1                                                                  | 32.0                                                                  | 31.1                                                                  | 32.0                                                                  | 45.5                                                                  |
| Temp. máx. media (°C)                                                 | 25.5                                                                  | 27.7                                                                  | 30.1                                                                  | 32.1                                                                  | 33.0                                                                  | 30.6                                                                  | 28.8                                                                  | 28.5                                                                  | 28.0                                                                  | 28.0                                                                  | 26.9                                                                  | 25.6                                                                  | 28.7                                                                  |
| Temp. media (°C)                                                      | 15.0                                                                  | 16.5                                                                  | 18.5                                                                  | 20.4                                                                  | 22.1                                                                  | 21.8                                                                  | 20.8                                                                  | 20.7                                                                  | 20.5                                                                  | 19.8                                                                  | 17.6                                                                  | 15.3                                                                  | 19.1                                                                  |
| Temp. mín. media (°C)                                                 | 6.4                                                                   | 7.1                                                                   | 8.0                                                                   | 9.8                                                                   | 12.8                                                                  | 15.9                                                                  | 15.5                                                                  | 15.5                                                                  | 15.6                                                                  | 13.8                                                                  | 10.1                                                                  | 7.2                                                                   | 11.5                                                                  |
| Temp. mín. abs. (°C)                                                  | -3.5                                                                  | -1.0                                                                  | 0.0                                                                   | 0.0                                                                   | 1.3                                                                   | 7.0                                                                   | 1.4                                                                   | 9.0                                                                   | 7.0                                                                   | 3.5                                                                   | 0.0                                                                   | -1.0                                                                  | -3.5                                                                  |
| Precipitación total (mm)                                              | 21.6                                                                  | 14.7                                                                  | 10.1                                                                  | 2.1                                                                   | 27.1                                                                  | 122.6                                                                 | 160.2                                                                 | 171.5                                                                 | 157.5                                                                 | 78.5                                                                  | 22.6                                                                  | 5.9                                                                   | 794.6                                                                 |
| Días de precipitaciones (≥ 0.1 mm)                                    | 2.1                                                                   | 1.6                                                                   | 0.8                                                                   | 0.6                                                                   | 4.4                                                                   | 16.5                                                                  | 21.5                                                                  | 21.8                                                                  | 18.9                                                                  | 10.3                                                                  | 3.1                                                                   | 1.3                                                                   | 102.8                                                                 |
| Fuente n.º 1: Servicio Meteorológico Nacional                         |                                                                       |                                                                       |                                                                       |                                                                       |                                                                       |                                                                       |                                                                       |                                                                       |                                                                       |                                                                       |                                                                       |                                                                       |                                                                       |
| Fuente n.º 2: NOAA                                                    |                                                                       |                                                                       |                                                                       |                                                                       |                                                                       |                                                                       |                                                                       |                                                                       |                                                                       |                                                                       |                                                                       |                                                                       |                                                                       |

## Economía
La base principal de la economía en el municipio recae en el sector terciario (servicios), que representa aproximadamente el 58,2% de la población activa, seguida por el sector secundario (industria) que ocupa al 27,4% y el sector primario (agricultura, silvicultura, ganadería y pesca) con el 10,3%, restando una población desocupada de aproximadamente el 2,14%.

## Demografía
De acuerdo con los resultados del Censo de Población y Vivienda 2020 del INEGI, en Ciudad Guzmán hay un total de 111 975 habitantes, 54 240 mujeres y 54 240 hombres. Tiene una densidad de población de 6 116 habitantes por kilómetro cuadrado.

## Diputados que han representado la ciudad
- Salvador Barajas del Toro: 2006-2009
- Alberto Esquer Gutierrez: 2009-2012
- Salvador Barajas del Toro:  2012-2015
- Jose Luis Orozco Sanchéz Aldana:  2015-2018.
- Alberto Esquer Gutierrez: 2018-.
- Higinio del Toro Pérez: 3 de diciembre de 2018-actualmente en el cargo. (Interino).

## Infraestructuras y servicios
Ciudad Guzmán cuenta con autobuses urbanos, con líneas de transporte que dan enlace a los pueblos de alrededor y con líneas de gran recorrido que enlazan con otras ciudades. Tiene ferrocarril y un aeródromo empleado actualmente para el vuelo de pequeñas avionetas, con una pista de 1500 metros de longitud, situado en la calle Miguel de la Madrid, y en las coordenadas Latitud: 19.7
Longitud: -103.483333 y Coordenadas GMS: DMS Latitud: 194200  DMS Longitud: -1032900

## Medios de transporte
Taxis, autobús, transporte privado.

### Carreteras
MEX54 que une las ciudades de Guadalajara y Colima, así como las 417 y 429.

### Ferrocarril
Por Ciudad Guzmán pasa la línea de ferrocarril que une las ciudades de Guadalajara con Manzanillo en el estado de Colima. El servicio está concesionado a la empresa Ferromex, tratándose de una única vía no electrificada.

## Deportes
La ciudad es sede del equipo de fútbol Deportivo ORO F. C. que juega en la Tercera división mexicana y el Real Tlamazolan de la Liga de Balompié Mexicano.
Cuenta con espacios deportivos como el Estadio Santa Rosa, el Estadio Olímpico, El estadio del Tecnológico ITCG, cuatro unidades deportivas, el Polideportivo, una Ciclopista que va de la Universidad de Guadalajara a la Laguna de Zapotlán, el complejo deportivo del Centro Regional de Educación Normal, el del IMSS y el del Tecnológico, el gimnasio Benito Juárez, así como clubs deportivos privados y canchas de fútbol. También cuenta con un centro y pista panamericana de remo y canotaje los cuales son los deportes más importantes de la ciudad, que lleva atletas a eventos nacionales e internacionales también aporta atletas a selección nacional.

## Entretenimiento
La ciudad cuenta con diversos puntos de entretenimiento: restaurantes, cafés. Por lo regular cada fin de semana hay espectáculos artísticos y accesibles. En el ámbito cinematográfico se encuentran en la ciudad dos complejos de cines, uno de Cinépolis (Mi Centro Cd. Guzmán, con 5 salas de cine) y uno de Cinemex (Plaza Soriana Cd. Guzmán, con 6 salas)[cita requerida].

## Comercio
En la ciudad predomina el sector terciario y se tiene presencia de tiendas de talla nacional e internacional.

### Centros comerciales
- Centro Comercial Plaza Zapotlán: Centro Comercial Común Inaugurado en 1992, cuyas anclas Soriana Mercado (Anteriormente Gigante) y La Marina , tienda de ropa famosa en la comunidad "Anyger".
- Plaza Soriana Ciudad Guzmán: Power Center inaugurado en 2005 cuyas anclas son  Soriana Mercado, Coppel y seis salas de Cinemex
- Patio Ciudad Guzmán: Power Center inaugurado el 28 de noviembre de 2014, cuya tienda ancla es Sam's Club.
- Mi Centro Ciudad Guzmán: Power Center de 17 locales comerciales y más de 200 cajones de estacionamiento, inaugurado de manera informal el 18 de septiembre de 2019 con la apertura de su ancla Cinépolis cuenta con 5 salas tradicionales donde se proyectan versiones 2D y 3D, así como otras tiendas como Elektra, KFC, Coppel, Subway, Converse, Waldo's, First Cash, Matte y algunas más aún por confirmar. Se encuentra a un costado de Sam's Club.  El 1 de septiembre abrió la segunda tienda Waldo's en Zapotlan en Mi Centro, siendo el primer negocio abierto del centro comercial Mi Centro Ciudad Guzmán Archivado el 16 de mayo de 2019 en Wayback Machine.
- Plaza Paseo La Feria: Será el primer centro comercial de talla "MALL" en la región dentro del Distrito La Feria. Constará de un espacio mixto de oficinas, departamentos de lujo, un Hotel categoría 4 estrellas con 120 Habitaciones de la nueva cadena La Feria Hotel Los Sueños, 7 nuevas salas de cine de Cinemex, un gimnasio de la franquicia 4 Fit el más grande y moderno de la región, contará con tiendas de marcas reconocidas, así como restaurantes, bares de lujo, un Centro de Convenciones, el segundo más grande del estado de Jalisco, además de una Arena para 5 mil personas casa del equipo profesional de basquetbol de Cd. Guzmán. Está considerado para que la primera etapa se inaugure el primer trimestre de 2020.

### Supermercados
- Soriana Mercado Plaza Zapotlán
- Soriana Mercado Ciudad Guzmán
- Walmart Ciudad Guzmán Sur
- Sam's Club Patio Ciudad Guzmán
- Waldo's Mart Centro Histórico
- Waldo's Mart Mi Centro Cd. Guzmán
- Mamá Coneja

## Educación
Ciudad Guzmán es un polo de atracción educativa en todo el occidente del país, Cuenta con el Centro Regional de Educación Normal (CREN) fundado en 1960 por el entonces Presidente de la República Adolfo López Mateos, una de las primeras escuelas del país, cuna de grandes maestros que hoy educan niños y jóvenes en todos los estados de la República, cuenta con las licenciaturas en Educación Preescolar, Educación Primaria y en Educación Especial en Problemas de Aprendizaje y Audición y Lenguaje, siendo la institución educativa más antigua de educación superior en la ciudad, que se encuentra ubicada en la Calzada Madero y Carranza, una de las avenidas principales de esta localidad. Además cuenta con el Centro Universitario del Sur, de la red universitaria de la Universidad de Guadalajara con una oferta de aproximadamente 12 Licenciaturas; 2 carreras de nivel técnico superior y una de técnico, así como con el Instituto Tecnológico de Ciudad Guzmán con ocho carreras de ingeniería (eléctrica, electrónica, mecánica, sistemas computacionales, informática, industrial, ambiental, y gestión empresarial), arquitectura y contador público, además maestría en Ingeniería Electrónica y maestría en Sistemas Computacionales; conocido familiarmente como "El TEC" situado en la carretera Ciudad Guzmán - El Grullo,  a 3.5 kilómetros del centro urbano.  la UNIVER y la Universidad Pedagógica Nacional, también reconocida a nivel internacional.
A nivel bachillerato se encuentran escuelas como: la Preparatoria Regional de la Universidad de Guadalajara, el Bachillerato 5/5 y el CBTis 226, además de 3 bachilleratos particulares: Preparatoria México, Colegio Cervantes y el Instituto Silviano Carrillo.
A nivel secundaria se cuentan 8 escuelas secundarias, 5 públicas y 3 privadas.

## Turismo
Actualmente se promueve el ecoturismo, siendo uno de los lugares más visitados el parque Nevado de Colima, que por los meses de diciembre a febrero se cubre de nieve en su parte alta. También en sus inmediaciones encontramos el Parque Ecológico "Las Peñas", con sus peculiares piedras de "Los Compadres", que ostentan una importante riqueza en arte rupestre, y se puede visitar el "viejo molino", así como la Laguna de Zapotlán, donde se pueden practicar deportes acuáticos y es posible localizar gran variedad de fauna y flora autóctona.
La ciudad ofrece diferentes opciones para los amantes de los deportes extremos como los paseos en bicicleta de montaña hacia la presa el calaque o cualquier destino dentro de la sierra del tigre, teniendo la alternativa de hacer recorridos con el club de ciclismo del ITCG hacia diferentes puntos de la región.
Dentro del parque nacional Nevado de Colima las actividades son diversas dentro de las cuales destaca la práctica del senderismo.

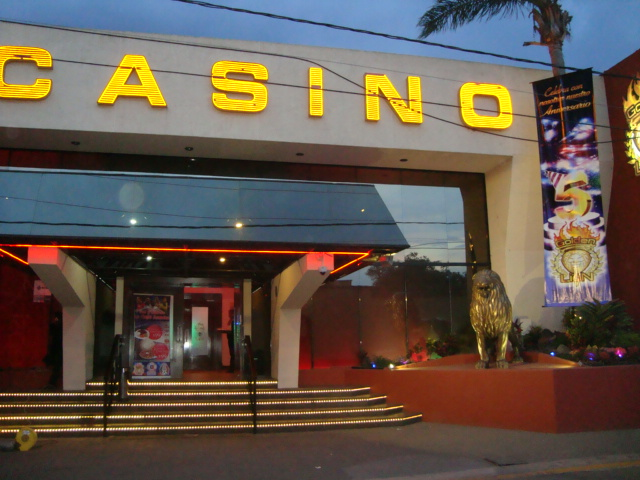
Fachada principal del casino Golden Lion Jalisco

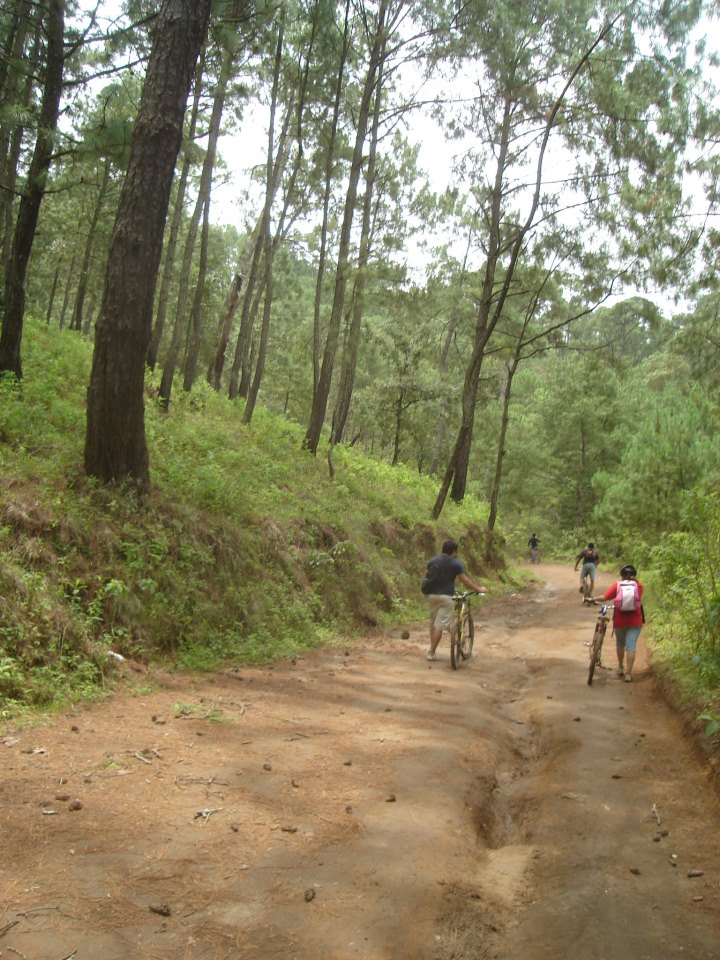
Rumbo a la presa del calaque
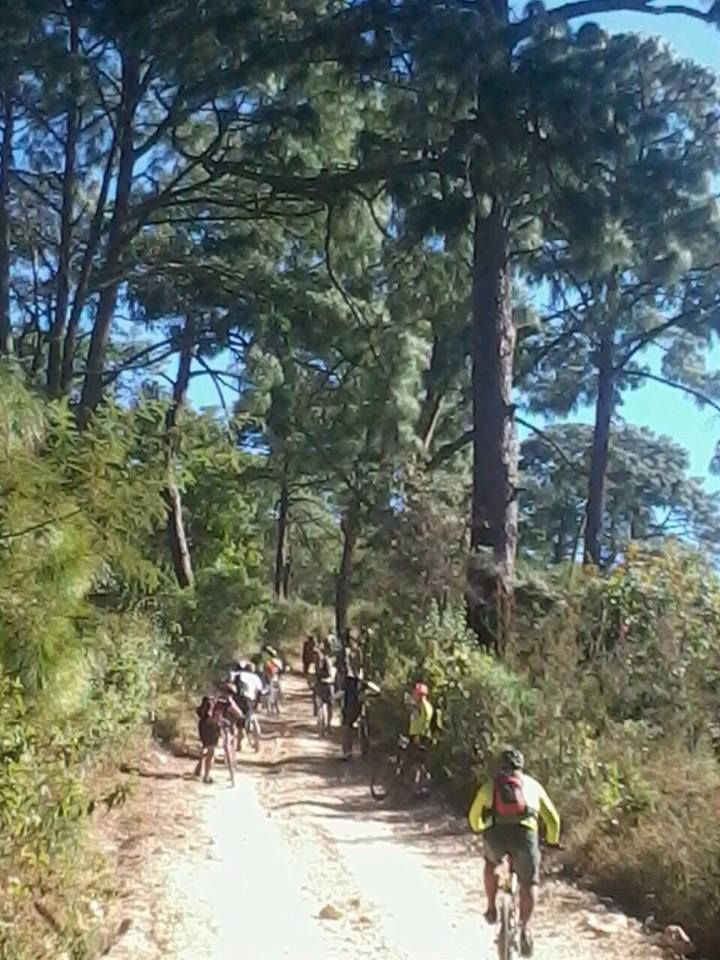
Paseo con el club de ciclismo Gavilanes

### Lugares de interés
- Plaza Zapotlán
- Plaza Soriana Cd. Guzmán
- Mi Centro Cd. Guzmán
- Plaza Paseo la Feria
- Jardín Principal
- Plaza Las Fuentes
- El Sonajero
- Jardín del Rico
- Plaza Gordiano Guzmán
- Parque Ecológico Las Peñas
- Tianguis Municipal
- Glorieta de la Diosa Tzapotlatena
- Ciclovía
- Laguna de Zapotlán
- Nevado de Colima
- Nuevo parque canino
- Casa del arte
- Casa de la cultura

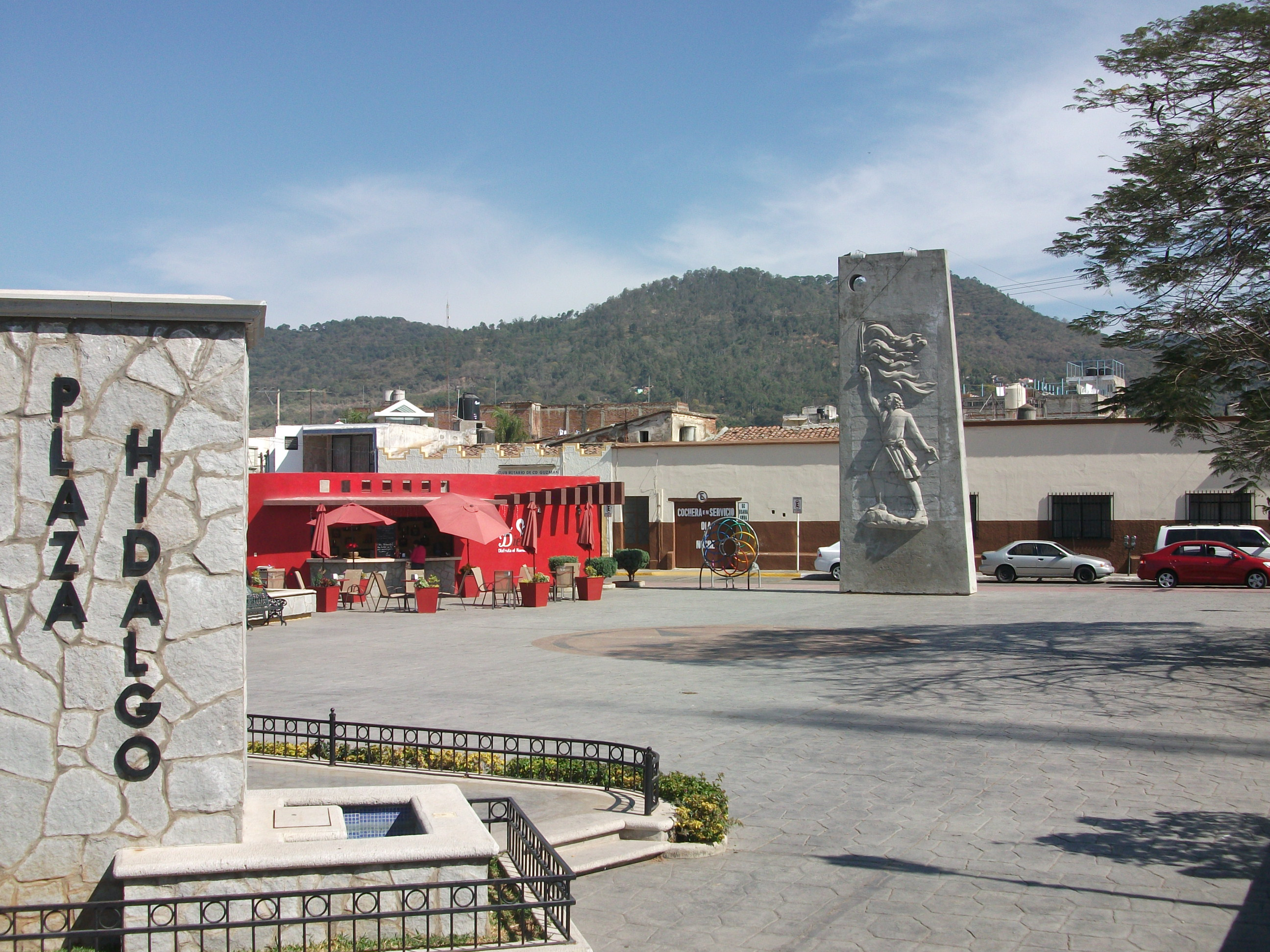
Plaza Hidalgo, comúnmente conocida como Jardín del Rico

- Nuevo Centro Cultural Juan José Arreola

### Edificios de interés

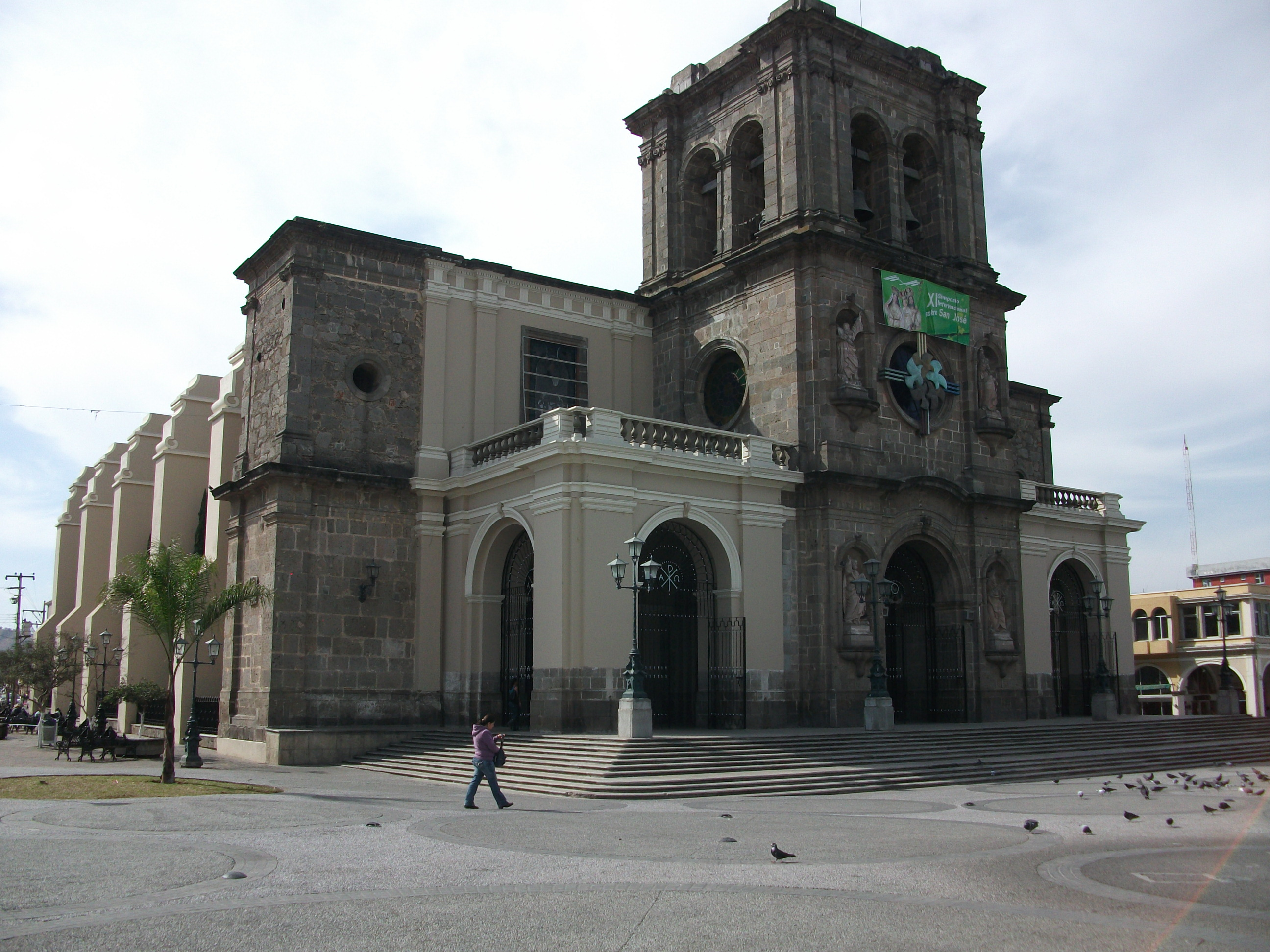
Catedral de Ciudad Guzmán

En Ciudad Guzmán destacan, además de numerosos edificios construidos en la segunda mitad del siglo XIX.
- Catedral de Ciudad Guzmán:

Principal recinto religioso de la región. La primera piedra de esta magnífica construcción de estilo neoclásico se depositó el 27 de mayo de 1866, y se puso en servicio público el 8 de octubre de 1900. Su planta arquitectónica es de tipo basilical con bóvedas góticas y fachada de cantera. En el interior es digno de apreciarse cuatro retablos; los de lado izquierdo son en honor a la Virgen del Rosario y los del lado derecho son dedicados al Sr. San José, pinturas ejecutadas por Rosalío González nacido en jalostotitlán en 1937, así mismo se encuentra un bello "Vía Crucis" que data del año 1900 y son copia fiel de los pintados por Miguel Cabrera.
- El Santuario de Nuestra Señora de Guadalupe

Hermoso edificio de corte ecléctico. Un gran terremoto, acaecido el 7 de junio de 1911, destruyó el antiguo Santuario de Ntra. Sra. del Sagrado corazón, y en su lugar se hizo el de Guadalupe, de estilo ecléctico, mismo que se puso al servicio público el 29 de diciembre de 1931. Son dignos de apreciarse sus cristales emplomados, con estampas de las apariciones guadalupanas.
- Palacio de los Olotes: Palacio de los Olotes

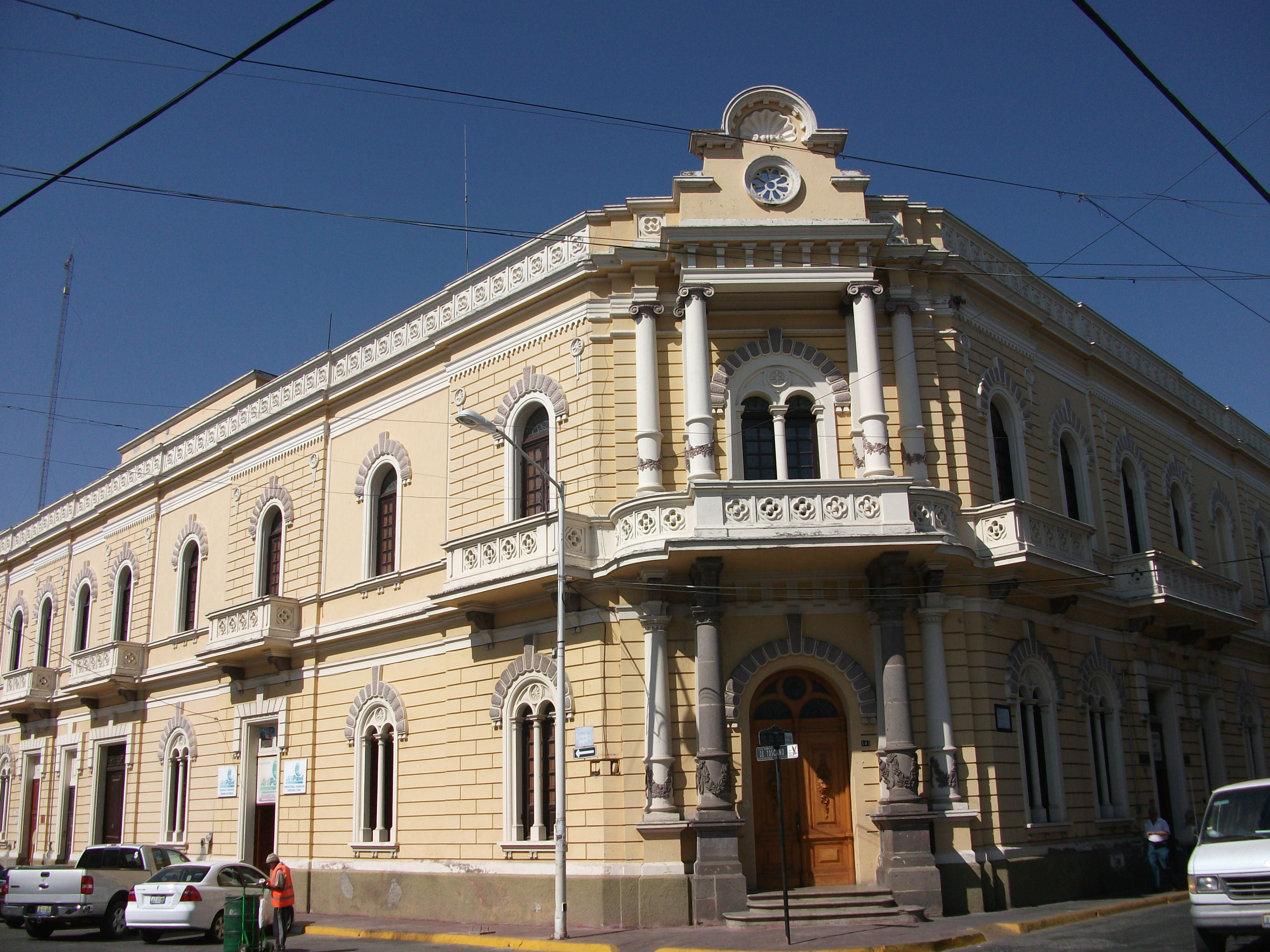
Palacio de los Olotes

Monumental edificio construido en el siglo XX. Conserva un estilo arquitectónico ecléctico. En torno a este inmueble existe la leyenda de que fue construido por su dueño, Don Salvador Ochoa Mendoza con la venta de los olotes de la cosecha de maíz de un año, de ahí el peculiar nombre con el que es conocido en la comunidad.
- Presidencia Municipal:

Construcción de corte vanguardista construida en el año de 1912, originalmente era de una sola planta, en estilo art deco con reminiscencias neoclásicas. En el año de 1970, es transformado en un edificio de dos plantas contendencias vanguardistas. En su interior se aprecian murales y relieves de gran calidad artística.
- Templo de San Pedro

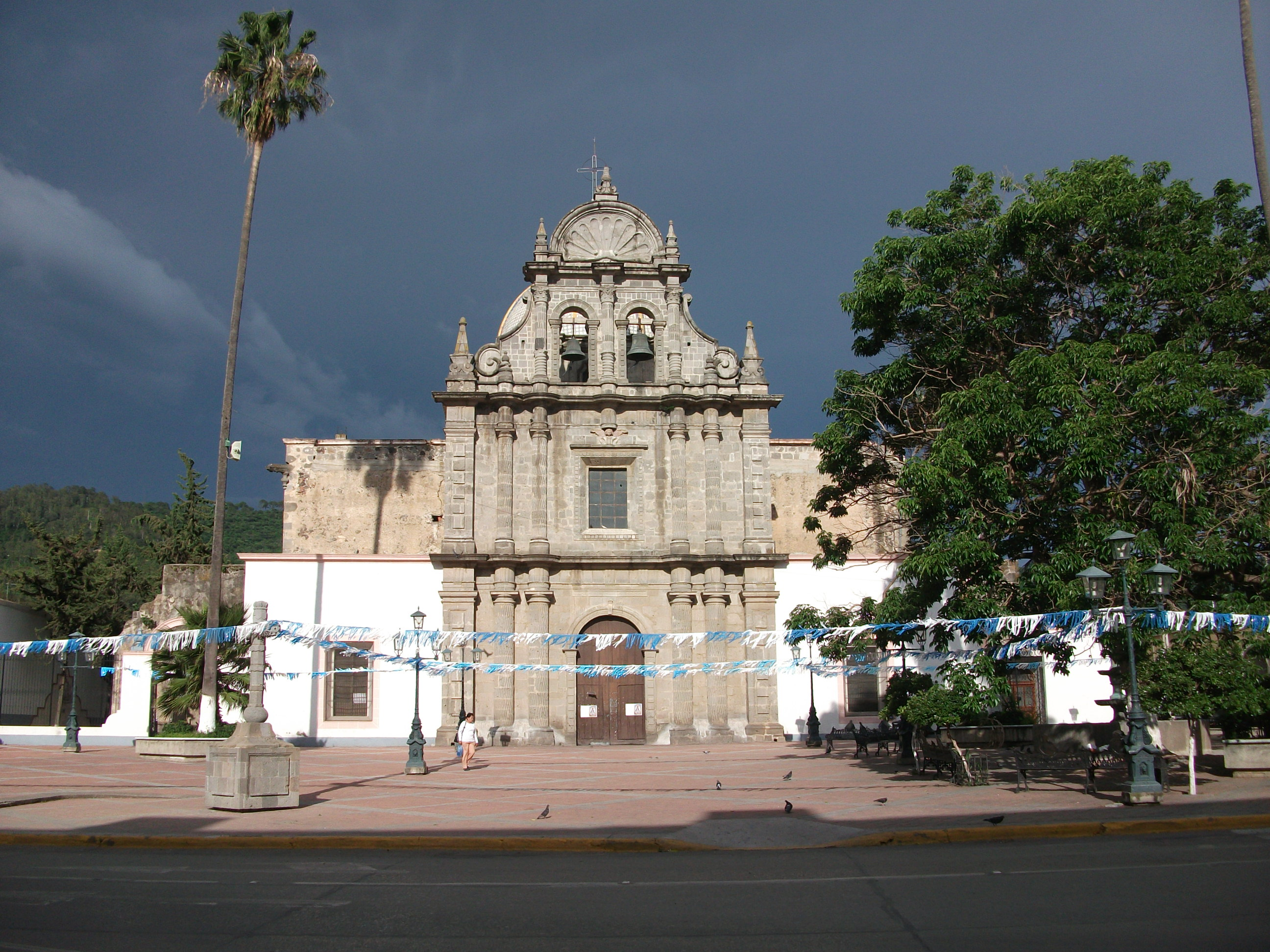
Templo del Sagrario

Hermoso edificio de estilo neoclásico, su construcción se inició en 1944. La fachada fue chapeada por el Sr. José Hernandéz hacia el año de 1963.

### Próximos proyectos
Entre los proyectos que están en pie son:

#### Deportivos
- Creación de escuela de fútbol Pachuca.
- Centro tecnológico agropecuario.
- Centro de Convenciones y actividades deportivas Paseo La Feria

## Cultura
Ciudad Guzmán es conocida como "Cuna de grandes artistas" debido a la cantidad de personajes ilustres que han nacido en la localidad. Hoy día se promueve la cultura mediante diversas instituciones que ofrecen talleres artísticos. Destacan: 
- Casa de la cultura
- Casa del arte

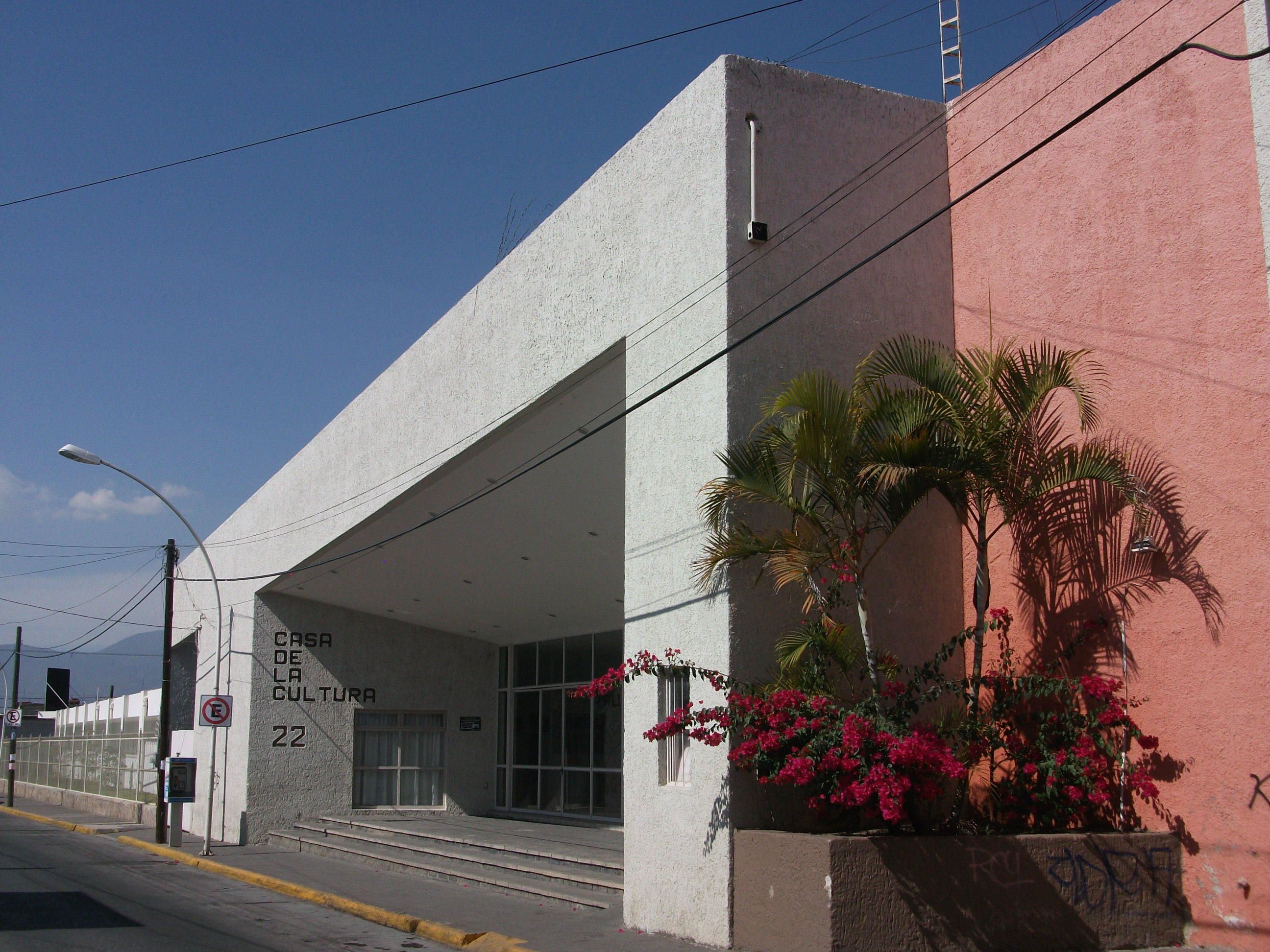
Casa de la Cultura de Ciudad Guzmán

- Casa Taller literario Juan José Arreola
- Centro Cultural José Clemente Orozco
- Centro para la Cultura y las Artes "José Rolón"
- Casa del Paisaje "Jesús Vázquez Barragán"

### Tradiciones
La fiesta principal es la realizada en honor al Patriarca Señor San José en octubre de cada año, fiesta juramentada el 22 de octubre de 1747, en la cual el acto de mayor esplendor es el desfile de carros alegóricos realizado el 23 de dicho mes, en que una magna procesión recorre las principales calles de la población por espacio de unas seis horas, y que se caracteriza por la participación de las diferentes asociaciones de charros y caballistas de la ciudad que abren el desfile, las numerosas danzas únicas en el país, entre las que se destacan las de los sonajeros, danza guerrera cuyas rodelas convertidas en sonajas, se agitan al golpe marcial de los guaraches, destacan también estas danza por lo colorido del costoso vestuario, compuesto de camisa y calzón largo de manta, chaleco cubierto de listones multicolores, calzón de raso o gamuza ricamente bordadas, capillo de seda con flecos y bordados y el sombrero cuyos colgantes hilos de canutillo, casi impiden ver la cara del danzante. En los carros alegóricos de las familias más connotadas representan diferentes pasajes bíblicos, vestidos con gran pompa y esmero, Pero sin duda la parte más esperada de toda la procesión es el "Trono" anda de gran esplendor en donde a hombros de la asociación de cargadores y estibadores de la sagrada familia (por venir las tres imágenes) viene las veneradas imágenes del Señor San José, escultura barroca de origen guatemalteco a la que acompaña la de Ntra. Sra. del Rosario y el niño Jesús bellísimas esculturas neoclásica queretana los tres vestidos con ricos ropajes y ciñendo las imperiales coronas de oro de su coronación pontificia.
- Santa Cruz. Que se celebra el día 3 de mayo, y que se anuncia con el estruendo de explosiones, obsequiando asimismo a los visitantes con canela (si se visita por la mañana), desayuno (a media mañana), y comida a base de sopa de arroz, mole rojo aguado, frijoles y sopa de pan indio.
- Los Enrosos, a celebrar en octubre, en el que se confeccionan flores de cempasúchil, que se ensartan con pabilo de la misma flor, a modo de rosario, y que engalana a modo de cortina las puertas de la Catedral en las vísperas de la gran fiesta Josefina.
- Los Acabos. Que celebran los agricultores al finalizar las labores agrícolas del sembrado, y que consiste en engalanar las yuntas de los bueyes con arcos de carrizo con banderitas de papel picado y en el centro una imagen de San Isidro Labrador, dirigiéndose a casa del dueño de la siembra. Se acompaña con cohetes, banda de viento, mariachis, pozole y ponche de granada.

## Personas destacadas
- Juan José Arreola, Escritor, académico y editor.
- Guillermo Jiménez, Escritor y diplomático.
- José Clemente Orozco, Muralista y litógrafo.
- Tranquilino Ubiarco Robles, sacerdote, mártir y santo católico.
- Balbina González, poeta.
- Consuelito Velázquez, Compositora.
- Esmeralda Pimentel, actriz y modelo.
- Pedro Weber "Chatanuga", actor de telenovelas y de películas mexicanas.
- Rubén Fuentes Gasson, violinista clásico y compositor.
- Guadalupe Marín, (16 de octubre de 1895 - +16 de septiembre de 1981) también conocida como “Lupe Marín” o “La gata Marín”.
- Héctor Alfonso Rodríguez Aguilar, Escritor, periodista y promotor cultural, nació el 28 de enero de 1968.
- José Rolón, Músico, compositor y director de orquesta.
- Luis Gerardo Chávez, Futbolista
- Julio César Aguilar, Poeta, escritor y académico.